# دهستان جوزان
متن پررنگ
جوزان، دهستانی از توابع بخش مرکزی شهرستان ملایر در استان همدان است.

## جمعیت
براساس سرشماری سال ۱۳۸۵ جمعیت آن ۸٬۳۲۴ نفر (۲٬۱۹۸ خانوار) بوده است.

## زبان
مردم جوزان به زبان لری و گویش ملایری صحبت می‌کنند.